# 铁布肯乌散乡
铁布肯乌散乡，是中华人民共和国新疆维吾尔自治区塔城地区和布克赛尔蒙古自治县下辖的一个乡镇级行政单位。

## 行政区划
铁布肯乌散乡下辖以下地区：
铁布肯乌散村、明根布拉格村、科克莫墩村、查干阿德尔格村、乌兰布热村、钦登村、夏尔呼尔根村和巴音温都尔村。